# Neotelmatoscopus indicus
Neotelmatoscopus indicus är en tvåvingeart som först beskrevs av Feuerborn 1932.  Neotelmatoscopus indicus ingår i släktet Neotelmatoscopus och familjen fjärilsmyggor. Inga underarter finns listade i Catalogue of Life.